# Бонльё, Франсуа
Франсуа Бонльё (фр. François Bonlieu; 21 марта 1937, Жювенкур-э-Дамари — 18 августа 1973, Канны) — французский горнолыжник, выступавший в слаломе, гигантском слаломе и скоростном спуске. Представлял сборную Франции по горнолыжному спорту в 1954—1964 годах, чемпион зимних Олимпийских игр в Инсбруке, чемпион мира, четырёхкратный чемпион французского национального первенства.

## Биография
Франсуа Бонльё родился 21 марта 1937 года в коммуне Жювенкур-э-Дамари департамента Эна, Франция. Проходил подготовку в спортивном клубе «Монблан», тренировался вместе со старшей сестрой Эдит, которая впоследствии тоже стала достаточно известной горнолыжницей. В возрасте пятнадцати лет уже вошёл в состав французской национальной сборной.
Первого серьёзного успеха на взрослом международном уровне добился в 1954 году, когда побывал на чемпионате мира в Оре и привёз оттуда награду серебряного достоинства, выигранную в гигантском слаломе — пропустил вперёд только титулованного норвежца Стейна Эриксена. Также занял здесь шестое место в слаломе.
Благодаря череде удачных выступлений удостоился права защищать честь страны на зимних Олимпийских играх 1956 года в Кортина-д’Ампеццо — в программе гигантского слалома показал на финише девятый результат.
В период 1958—1959 годов четыре раза одержал победу на чемпионатах Франции по горнолыжному спорту: в слаломе, дважды в гигантском слаломе и в комбинации. Выступил на мировом первенстве в Бадгастайне, где стал бронзовым призёром в зачёте гигантского слалома, уступив австрийцам Тони Зайлеру и Йозефу Ридеру.
Находясь в числе лидеров французской горнолыжной команды, благополучно прошёл отбор на Олимпийские игры 1960 года в Скво-Вэлли — в слаломе не показал никакого результата, провалив вторую попытку, тогда как в гигантском слаломе занял одиннадцатое место.
В 1964 году отправился представлять страну на Олимпийских играх в Инсбруке — на сей раз обошёл всех своих соперников в гигантском слаломе и завоевал тем самым золотую олимпийскую медаль. Поскольку здесь также разыгрывалось мировое первенство, дополнительно получил статус чемпиона мира. При этом в слаломе был дисквалифицирован, а в скоростном спуске финишировал лишь пятнадцатым. Вскоре по окончании этих соревнований принял решение завершить спортивную карьеру.
Был убит в драке 18 августа 1973 года на набережной Круазет в Каннах.